# Giovanni Battista Vitali
Giovanni Battista Vitali (1632 - 1692) foi um compositor e violinista italiano, nascido em Bolonha em 18 de fevereiro de 1632 e falecido em em 12 de outubro de 1692.
Vitali nasceu em Bolonha e passou toda a sua vida na região de Emília, mudando-se para Modena em 1674. Seu professor em seus primeiros anos foi provavelmente Maurizio Cazzati (1616-1678), maestro di cappella na igreja principal de Bolonha, Basílica de São Petrônio de 1657 a 1671. 